# Rosalie Edge
Rosalie Edge   (Nova York, 3 de novembre de 1877 - Nova York, 20 de novembre de 1962) fou una defensora del medi ambient, força coneguda a Nova York, sufragista i ornitòloga aficionada que el 1929 va crear el Comitè de Conservació d'Emergències (ECC) per exposar la ineficàcia dels governants en la conservació i defensà fermament la preservació d'espècies. El 1934 Edge també va fundar la primera reserva mundial d’ocells rapinyaires: el Santuari Hawk Mountain prop de Kempton, Pennsilvània. Durant la Gran Depressió, Edge va ser considerada la conservacionista més militant dels Estats Units (Hawk of Mercy). El 1948, un perfil d'ella a The New Yorker la descrivia com a "l'única honesta, desinteressada i fera indomable de la història de la conservació" (New Yorker, 17 d'abril de 1948).

## Primers anys de vida
El 3 de novembre de 1877 va néixer a Nova York Mabel Rosalie Barrow, la més jove dels cinc fills supervivents de John Wylie Barrow i Harriet Bowen Woodward Barrow. John Wylie Barrow era un ric importador i comptable britànic i cosí de Charles Dickens. El maig de 1909, Mabel Rosalie, de 32 anys, va anar a Yokohama, al Japó, per casar-se amb Charles Noel Edge, un enginyer civil britànic. Després de viatjar uns tres anys a Àsia per la feina de Charles, els Edges van tornar a Nova York definitivament. Els seus fills Peter i Margaret van néixer a Nova York (Rosalie Edge, Hawk of Mercy).

## Sufragi
El 1915, Edge es va unir a la Equal Franchise Society, convertint-se en activista social per primera vegada en el moviment de drets de vot de les dones. Edge va pronunciar discursos i va escriure fulletons a favor del sufragi i, posteriorment, va exercir de secretària-tresorera del partit de sufragi femení de l'estat de Nova York a càrrec de Carrie Chapman Catt (Rosalie Edge, Hawk of Mercy).

## Observació d'aus
Edge va començar a tenir un gran interès per l'observació d’ocells a la dècada de 1920, quan es va unir a ornitòlegs i observadors d’ocells afeccionats a Central Park. Es va convertir en activista per a la conservació després d'assabentar-se de la matança de 70.000 àguiles calbes al territori d’Alaska i que no va haver-hi cap protesta de les principals organitzacions de protecció d’aus. També va denunciar la pràctica habitual de l'estudi d'ocells matant-los i fixant-los independentment de la raresa de les espècies.

## Educació
Tot i que Edge no es va formar formalment en ciències naturals, va ser educada per professionals forestals i de la vida salvatge, com Robert Marshall, William Temple Hornaday, J. "Ding" Darling, Aldo Leopold i altres. Willard Gibbs Van Name, zoòleg del American Museum of Natural History de Nova York i nebot del matemàtic Josiah Willard Gibbs, va ser un mentor clau que va escriure fulletons del Comitè de Conservació d'Emergències (ECC), que Edge va signar i distribuir a tot el país. Edge es va convertir en suficientment experta per escriure i defensar amb coneixement sobre una àmplia varietat de temes de conservació. Entre ells, hi havia la importància de preservar les aus rapinyaires i mantenir la diversitat d’espècies, els perills de toxines i pesticides fins al DDT i la necessitat de protegir els boscos verges.

## Comitè de Conservació d'Emergències
Abans d’establir el Santuari Hawk Mountain, Edge va fundar i dirigir el Comitè de Conservació d’Emergències (ECC) des del 1929 fins a la seva mort. L’èmfasi de l’ECC en la necessitat de protegir totes les espècies d’ocells i animals per ser habituals i que no esdevinguessin rares, va suposar un canvi dramàtic respecte del pensament i la pràctica estàndard en la conservació de les espècies quan només es vetllava per les que tenien un valor econòmic quantificable. Com a activista ambiental voluntària a temps complet, també va afirmar que era el deure cívic de totes les persones protegir la natura, treballant a través del procés legislatiu per aconseguir-ho. Una de les seves primeres accions com a activista conservacionista va ser incitar l'Associació Nacional de Societats Audubon (ara anomenada Societat Nacional Audubon) a prendre mesures molt més fortes per protegir moltes espècies d'ocells que anteriorment havia ignorat.
El 1931, Edge va presentar una demanda contra la Societat Audubon per a obtenir la llista de correu dels seus membres. La sentència al seu favor li va donar accés a uns 11.000 membres d'Audubon que van ser informats posteriorment sobre el que considerava un lapsus en la defensa de les aus i la fauna de l'organització (Rosalie Edge, Hawk of Mercy). Una dura disputa entre Edge i la Audubon Society va provocar la dimissió del seu, fins aleshores, perpetu president i una disminució significativa dels membres de la societat. La ruptura entre la National Audubon Society i Edge va durar fins poques setmanes abans de la seva mort, el novembre de 1962.

## Santuari Hawk Mountain
El 1934, després de dècades de la matança anual de falcons i àguiles en una dorsal de les muntanyes dels Apalatxes, a Pennsilvània, Edge va acabar unilateralment aquesta matança al comprar la propietat i convertint-la en un santuari (Rosalie Edge, Hawk of Mercy). Willard Gibbs Van Name, el zoòleg del Museu Americà d’Història Natural que la va assessorar i va escriure secretament els seus primers fulletons de l'ECC, li va prestar 500 dòlars per a tenir opció de compra-arrendament d’uns 8,2km². Amb el temps, l'Associació del Santuari Hawk Mountain va créixer fins a uns 15,2km².

## Assoliments de la conservació
A més de fundar l’ECC i el Santuari Hawk Mountain, Edge va liderar des de la base les campanyes nacionals per a crear el Parc Nacional Olímpic (1938) i el Parc Nacional Kings Canyon (1940), i va pressionar amb èxit al Congrés perquè comprés uns 48,5km² de pins sucrers vells en el perímetre del Parc Nacional de Yosemite que havien de ser marcats. Va influir en els fundadors de The Wilderness Society, The Nature Conservancy i Environmental Defense Fund (EDF), juntament amb altres organitzacions ambientals i de protecció de la vida salvatge creades durant i just després dels 30 anys en què va dominar el moviment de conservació. El 1960, el Santuari Hawk Mountain va proporcionar a la científica i autora Rachel Carson dades migratòries importants que li van permetre vincular la disminució de la població de rapinyaires juvenils amb el DDT, en el seu llibre més venut, Silent Spring.
Una fotocòpia de la seva autobiografia mecanoscrita es va publicar el 1978 amb el títol Una vídua implacable.